# Doniecka struktura fałdowa
     1. Tarcza ukraińska
     2. Wyniesienie kowelskie
     3. Płyta wołyńsko-podolska
     4. Karpaty
     5. Platforma zachodnioeuropejska
     6. Zapadlisko dnieprowsko-donieckie
     7. Antekliza woroneska

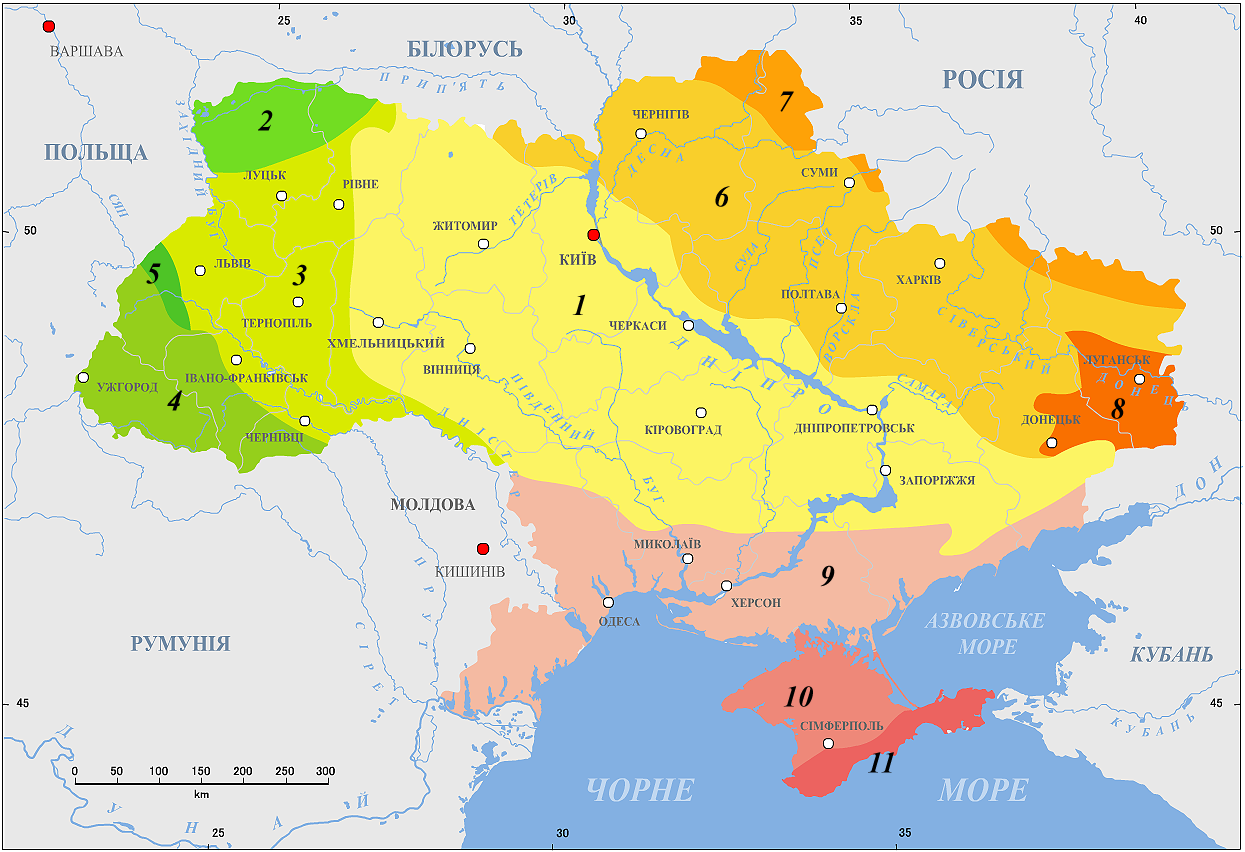
1. Tarcza ukraińska
Inne:
2. Wyniesienie kowelskie
3. Płyta wołyńsko-podolska
4. Karpaty
5. Platforma zachodnioeuropejska
6. Zapadlisko dnieprowsko-donieckie
7. Antekliza woroneska
8. Doniecka struktura fałdowa
9. Zapadlisko przyczarnomorskie
10. Płyta scytyjska
11. Krymska strefa fałdowa

     8. Doniecka struktura fałdowa
     9. Zapadlisko przyczarnomorskie
     10. Płyta scytyjska
     11. Krymska strefa fałdowa
Doniecka struktura fałdowa, Struktura Fałdowa Donbasu - geostruktura tektoniczna (w postaci synklinorium) na południowo-wschodniej Ukrainie, część Masywu Donieckiego, leżąca w obwodach donieckim i ługańskim Ukrainy oraz obwodzie rostowskim Rosji.
Struktura powstała w orogenezie hercyńskiej w miejscu subgeosynklinalnego masywu, który aktywnie rozwijał się od końca środkowego dewonu do początku młodszego permu. W mezozoiku zaznaczyły się słabe ruchy orogenezy alpejskiej. Zbudowana jest z paleozoicznych skał osadowych, spoczywających na krystalicznym fundamencie.
Osady dewonu (piaskowce, argility, wapienie, gipsy, anhydryty i skały efuzywne) zalegają w południowo-zachodniej i centralnej części struktury, a ich miąższość sięga 3500 m.
W południowej części struktury pojawiają się ślady magmatyzmu, związane z ruchami tektonicznymi dewonu.
Osady karbonu występują w postaci trzech oddziałów. Główną część profilu stanowią środkowo- i górnokarbońskie piaskowce, argility o miąższości 15-18 000 m, z przeławiceniami wapieni i pokładów węgla kamiennego.
Osady mezozoiczne zalegają na peryferiach struktury:
- triasowe piaskowce i łupki ilaste (miąższość 200–300 m)
- jurajskie morskie łupki i piaskowce oraz osady lądowe (miąższość 300–400 m)
- górnokredowe skały piaszczysto-ilaste i węglanowe (do 600 m).

Osady paleogenu i neogenu występują w postaci lessów, piasków i mułów o miąższości 20–30 m.
Głównymi złożami struktury są: węgiel kamienny (w Basenie Donieckim), rtęć (złoże mykitiwskie), kreda (obwód ługański), gliny ogniotrwałe, wapienie, margle, piaski szklarskie i formierskie.